# Habenaria debeerstiana
Habenaria debeerstiana är en orkidéart som beskrevs av Friedrich Fritz Wilhelm Ludwig Kraenzlin. Habenaria debeerstiana ingår i släktet Habenaria och familjen orkidéer. Inga underarter finns listade i Catalogue of Life.